# Alojzy Łukawski
Alojzy Łukawski vel Alois Lukavský (ur. 16 listopada 1878 w Prościejowie, zm. po 1938) – pułkownik piechoty Wojska Polskiego, kawaler Orderu Virtuti Militari.

## Życiorys
Urodził się 16 listopada 1878 w Prościejowie, ówczesnym mieście powiatowym Margrabstwa Moraw, jako syn Franciszka i Klary z Müllerów. W 1899, po ukończeniu korpusu kadetów, został mianowany kadetem-zastępcą oficera ze starszeństwem z 1 września 1899 i wcielony do 45 galicyjskiego pułku piechoty w Przemyślu. Na stopień podporucznika został mianowany ze starszeństwem z 1 listopada 1900. W latach 1906–1910 pełnił funkcję oficera pionierów pułku. Na stopień porucznika awansował ze starszeństwem z 1 maja 1907. W 1911 został przeniesiony do 30 galicyjskiego pułku piechoty we Lwowie. W latach 1912–1913 pełnił funkcję adiutanta batalionu i wziął udział w mobilizacji sił zbrojnych Monarchii Austro-Węgierskiej, wprowadzonej w związku z wojną na Bałkanach. Później sprawował funkcję komendanta oddziału karabinów maszynowych. Na stopień kapitana awansował ze starszeństwem z 1 maja 1914. W szeregach 30 pp walczył podczas I wojny światowej. W 1918 został ranny na froncie włoskim.
11 września 1919 został przyjęty do Wojska Polskiego z byłej armii austro-węgierskiej, z zatwierdzeniem posiadanego stopnia majora ze starszeństwem od dnia 1 listopada 1918 i przydzielony do 40 pułku piechoty. Od 21 grudnia 1919 do 11 marca 1920 dowodził 40 pp. Od 5 maja 1920 dowodził 38 pułkiem piechoty. Na tym stanowisku 20 września 1920 został zatwierdzony z dniem 1 kwietnia 1920 w stopniu podpułkownika, w piechocie, w grupie oficerów byłej armii austro-węgierskiej. W grudniu 1920 obowiązki dowódcy 38 pp łączył z pełnieniem obowiązków dowódcy IX Brygady Piechoty. 7 grudnia 1920 pułkownik Stanisław Rosnowski, w zastępstwie dowódcy 5 Dywizji Piechoty, sporządził wniosek o odznaczenie Alojzego Łukawskiego orderem „Virtuti Militari”, który skonkludował słowami:

przebywa stale na froncie, bierze udział w walkach zawsze w pierwszej linii, pełen inicjatywy, energiczy, utrzymujący karność i dyscylinę w swoich oddziałach o wielkim wpływie na oficerów i żołnierzy. Był podany na odznaczenie Krzyżem Virtuti Militari za wybitne czyny na Litwie, jednak to podanie zdaje się w czasie odwrotu na Litwie zaginęło.

Po zakończeniu działań wojennych pozostał w wojsku jako oficer zawodowy i kontynuował służbę na stanowisku dowódcy 38 pp, którego pokojowym garnizonem był Przemyśl. 3 maja 1922 został zweryfikowany w stopniu podpułkownika ze starszeństwem od 1 czerwca 1919 i 37. lokatą w korpusie oficerów piechoty. 13 czerwca 1923 został przeniesiony do rezerwy oficerów sztabowych Dowództwa Okręgu Korpusu Nr VI we Lwowie. Z dniem 1 marca 1924, w związku z likwidacją Rezerwy Oficerów Sztabowych został przydzielony do 38 pp jako oficer nadetatowy z równoczesnym odkomenderowaniem do Dowództwa Okręgu Korpusu Nr X w Przemyślu. 3 maja 1926 prezydent RP nadał mu stopień pułkownika ze starszeństwem z dnia 1 lipca 1925 i 2. lokatą w korpusie oficerów piechoty.
W marcu 1926 został zatwierdzony na stanowisku oficera sztabowego przysposobienia wojskowego przy 8 Dywizji Piechoty w Modlinie. W marcu 1927 został zwolniony z zajmowanego stanowiska i przeniesiony służbowo do Powiatowej Komendy Uzupełnień Płock celem odbycia praktyki poborowej. We wrześniu tego roku został przydzielony do PKU Płock na stanowisko komendanta. Z dniem 30 listopada 1928 został przeniesiony w stan spoczynku.
W 1934, jako oficer stanu spoczynku pozostawał w ewidencji Powiatowej Komendy Uzupełnień Lwów Miasto. Posiadał przydział do Oficerskiej Kadry Okręgowej Nr VI. Był wówczas „przewidziany do użycia w czasie wojny”. Mieszkał we Lwowie przy ul. Kadeckiej 6. 12 sierpnia tego roku został wybrany II wiceprezesem zarządu Korpusu Wysłużonych Wojskowych we Lwowie.
W latach 1947–1948 Sąd Grodzki w Bydgoszczy prowadził postępowanie w sprawie o uznanie Alojzego Łukawskiego za zmarłego.
Był żonaty, miał dwóch synów: Alojzego Ferdynanda (ur. 1903), porucznika piechoty, odznaczonego Krzyżem Walecznych, i Edmunda (ur. 1922).

## Ordery i odznaczenia
- Krzyż Srebrny Orderu Wojskowego Virtuti Militari nr 1077 – 22 lutego 1921[3][51][52][53][54]
- Krzyż Walecznych[55]
- Złoty Krzyż Zasługi – 1938 „za całokształt zasług w służbie wojskowej”[56][57]
- Medal Pamiątkowy za Wojnę 1918–1921[3]
- Medal Dziesięciolecia Odzyskanej Niepodległości[3]

9 maja 1938 Komitet Krzyża i Medalu Niepodległości odrzucił wniosek o nadanie mu tego odznaczenia.
austro-węgierskie
- Order Korony Żelaznej 3. klasy z dekoracją wojenną i mieczami[17]
- Krzyż Zasługi Wojskowej 3 klasy z dekoracją wojenną i mieczami[17]
- Srebrny Medal Zasługi Wojskowej z mieczami na wstążce Krzyża Zasługi Wojskowej[17]
- Brązowy Medal Zasługi Wojskowej z mieczami na wstążce Krzyża Zasługi Wojskowej[17]
- Krzyż Jubileuszowy Wojskowy[17]
- Krzyż Pamiątkowy Mobilizacji 1912–1913[17]